# Notommata
Notommata är ett släkte av hjuldjur som beskrevs av Ehrenberg 1830. Notommata ingår i familjen Notommatidae.

## Dottertaxa tillNotommata, i alfabetisk ordning[1][2]
- Notommata aethis
- Notommata allantois
- Notommata angusta
- Notommata apochaeta
- Notommata aurita
- Notommata avena
- Notommata bennetchi
- Notommata brachyota
- Notommata cerberus
- Notommata cherada
- Notommata collaris
- Notommata contorta
- Notommata copeus
- Notommata cyrtopus
- Notommata diasema
- Notommata doneta
- Notommata endoxa
- Notommata falcinella
- Notommata fasciola
- Notommata galena
- Notommata gisleni
- Notommata glyphura
- Notommata groenlandica
- Notommata haueri
- Notommata lenis
- Notommata longina
- Notommata mera
- Notommata omentata
- Notommata pachyura
- Notommata peridia
- Notommata placida
- Notommata prodota
- Notommata pseudocerberus
- Notommata pygmaea
- Notommata rugosa
- Notommata saccigera
- Notommata silpha
- Notommata silphoides
- Notommata spinata
- Notommata stitista
- Notommata thopica
- Notommata tripus
- Notommata weberi
- Notommata venusta
- Notommata veroleti
- Notommata voigti